# Скибицкий, Кацпер
Кацпер Скибицкий (пол. Kacper Skibicki; род. 11 октября 2001, Хелмно, Куявско-Поморское воеводство) — польский футболист, полузащитник клуба «Легия».

## Клубная карьера
Родился 11 октября 2001 года в городе Хелмно.
Воспитанник команды «Помовиец» из города Киево-Крулевске, в составе которой находился с 2011 года. В 2017 году присоединился к грудзёндзенской «Олимпии». В сезоне 2018/19 дебютировал за «Олимпию» во Второй лиге Польши. Его первый матч в турнире состоялся 17 августа 2018 года в игре против «Скры» из Ченстохова (4:0). По итогам сезона команда заняла второе место в турнире, и лишь по разнице забитых и пропущенных мячей уступила первое место «Радомяку» из Радома, что позволило «Олимпии» выйти в Первую лигу.
По ходу сезона 2018/19 Скибицкий был выкуплен варшавской «Легей» за 50 тысяч евро, с которой подписал трёхлетний контракт. Летом 2019 года игрок был отдан в аренду «Погони» из города Седльце, выступающей во Второй лиге. В стане команды отыграл полгода, после чего вернулся в «Легию».
В составе «Легии» в чемпионате Польши дебютировал под руководством Чеслава Михневича 8 ноября 2020 года в матче против познанского «Леха». Скибицкий вышел на 59 минуте, а уже на 67 минуте отлился забитым голом в ворота Филипа Беднарека, что в итоге позволило его команде одержать победу (2:1).

## Карьера в сборной
В 2019 году провёл две игры за юношескую сборную Польша (до 18 лет) против Норвегии (0:0) и Словении (1:0).

## Статистика
| Сезон   | Клуб                | Лига               | Чемпионат | Чемпионат | Кубок | Кубок | Еврокубки | Еврокубки |
| Сезон   | Клуб                | Лига               | Игры      | Голы      | Игры  | Голы  | Игры      | Голы      |
| ------- | ------------------- | ------------------ | --------- | --------- | ----- | ----- | --------- | --------- |
| 2018/19 | Олимпия (Грудзёндз) | Вторая лига Польши | 18        | 2         | 2     | 1     |           |           |
| 2019/20 | Погонь (Седльце)    | Вторая лига Польши | 15        | 1         |       |       |           |           |
| 2020/21 | Легия               | Экстракласса       | 1         | 1         |       |       |           |           |